# 삼성 리브르
삼성 리브르(Samsung Libre, Samsung C3300)는 삼성전자가 2010년에 출시한 휴대 전화이다.